# باشگاه فوتبال ویکتوریا ژیژکوف
باشگاه فوتبال ویکتوریا ژیژکوف  (به چکی: FK Viktoria Žižkov) یک باشگاه فوتبال در جمهوری چک است که در شهر پراگ قرار دارد و هم‌اکنون در لیگ برتر فوتبال جمهوری چک بازی می‌کند.
این باشگاه در سال ۱۹۰۳ میلادی تأسیس شده‌است.

## افتخارات
- جام حذفی فوتبال جمهوری چک
  - قهرمان (۲): ۹۴–۱۹۹۳، ۰۱–۲۰۰۰
- لیگ فوتبال چکسلواکی 
  - قهرمان (۱): ۲۸–۱۹۲۷
- لیگ دسته دوم فوتبال جمهوری چک 
  - قهرمان (۱): ۰۷–۲۰۰۶